# (12471) Larryscherr
(12471) Larryscherr (1997 CZ6) – planetoida z pasa głównego asteroid okrążająca Słońce w ciągu 3,81 lat w średniej odległości 2,44 j.a. Odkryta 6 lutego 1997 roku.